# USNS Howard O. Lorenzen (T-AGM-25)
USNS Howard O. Lorenzen (T-AGM-25) je americké pomocné plavidlo pro sledování letu řízených střel a testů zbraňových systémů zařazené do pomocných sil (Military Sealift Command, MSC) amerického námořnictva. Je v pořadí třetím plavidlem této kategorie provozovaným MSC. Ve službě nahradí USNS Observation Island (T-AGM-23). Životnost plavidla je plánována na 30 let.

## Stavba

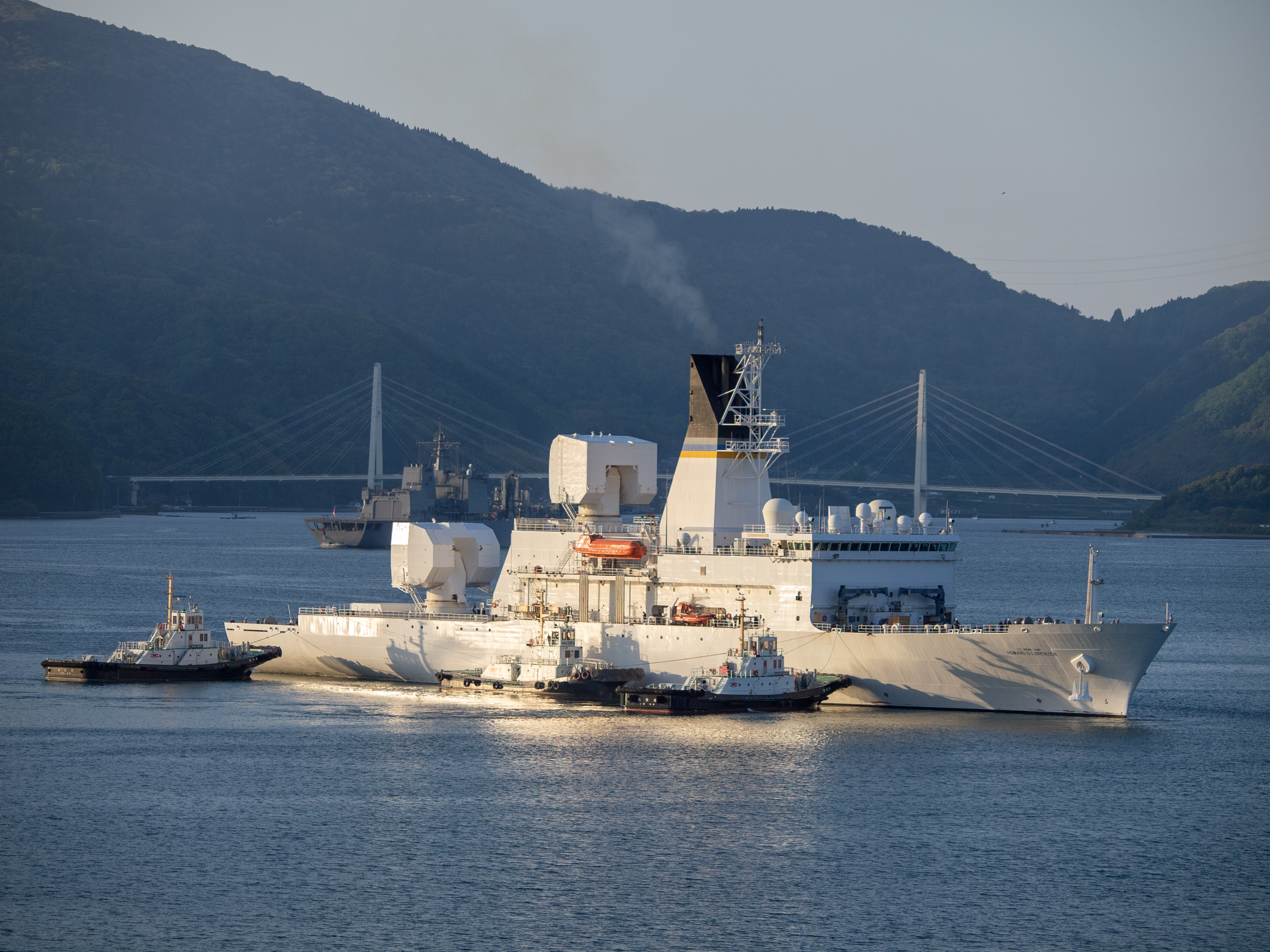
Howard O. Lorenzen

Kontrakt na stavbu plavidla získala v září 2006 americká loděnice VT Halter Marine v Pascagoule ve státě Mississippi. Kýl byl založen v červnu 2008, v roce 2010 byl trup spuštěn na vodu a dne 10. ledna 2012 byla loď předána MSC. Zkoušky úspěšně dokončila v prosinci 2013. Plavidlo stálo celkem 1,7 miliardy dolarů.

## Konstrukce

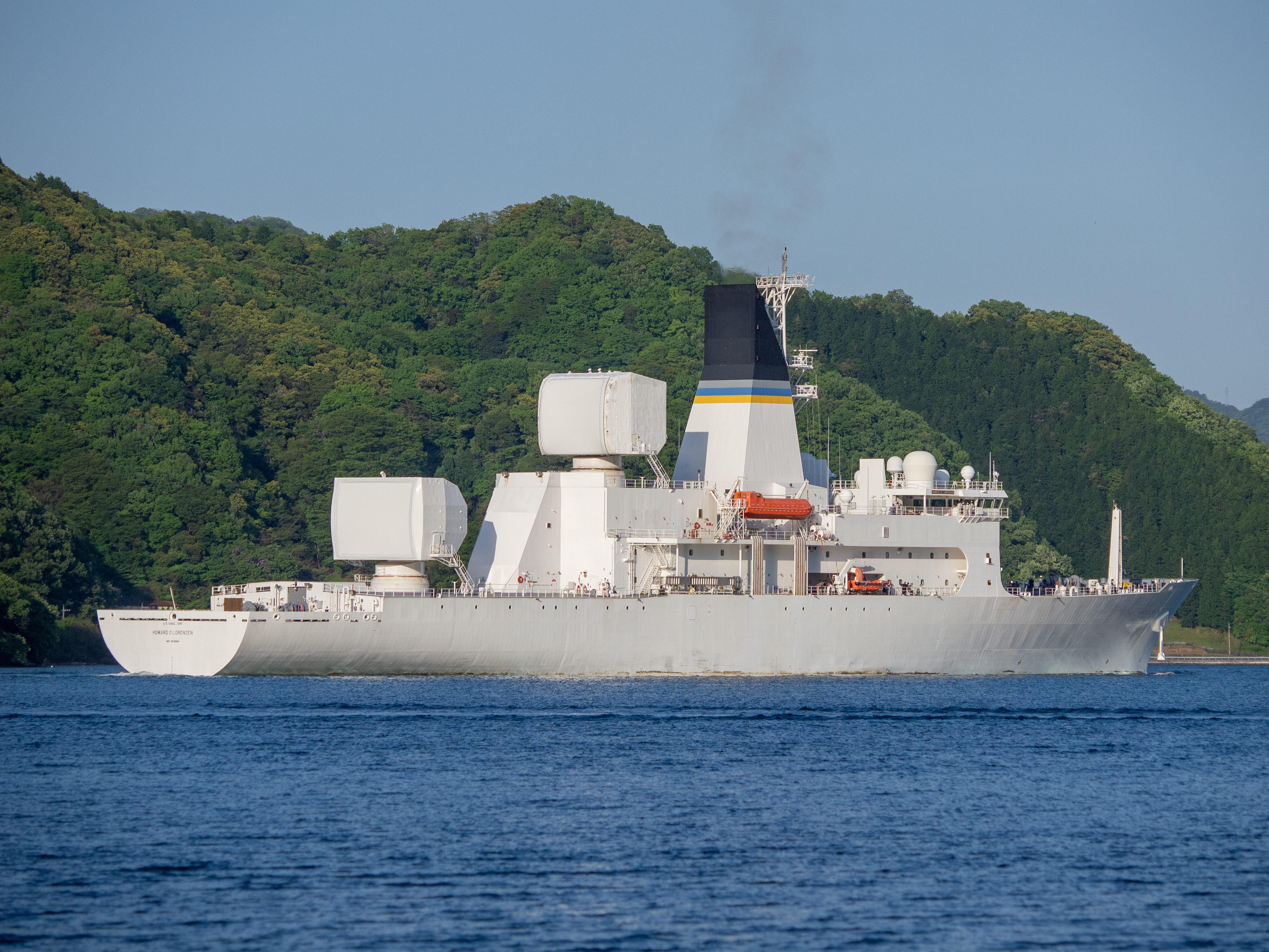
Howard O. Lorenzen

Plavidlo je vybaveno radarovým systémem Cobra King (původně CJR – Cobra Judy Replacement) fungujícím v pásmech X a S. Vývojem tohoto radaru byla pověřena společnost Raytheon. Pohání jej čtyři diesel-elektrické motory MaK 12 M 32 C společnosti Caterpillar Marine Systems. Nejvyšší rychlost dosahuje 20 uzlů.